# Sherif El Baily
Sherif Youssef El Baily (Caïro, 22 september 1979) is een Egyptische voetballer. Hij speelt als middenvelder.
El Baily begon zijn profcarrière bij Shams SC in zijn geboorteland. Daar bleef 2 seizoenen spelen. Zijn talent werd opgemerkt door enkele buitenlandse scouts. Uiteindelijk stak El Baily het continent over om in de Verenigde Staten aan de slag te gaan. Het college-voetbal werd zijn deel. Hij zou drie seizoenen voetballen bij Rutger Soccer Team, waar hij het niet onaardig deed. Toch keerde hij nadien terug naar zijn oude club in Egypte. Niet voor lang echter want in 2004 werd hij opgepikt door de Egyptische eersteklasser Arab Contractors. Zijn prestaties verbeterden elk jaar en in 2007 werd hij voor het eerst opgeroepen voor het nationale elftal van Egypte. Ook in clubverband ging dit niet onopgemerkt voorbij. Na een tussenstap bij een andere eersteklasser Al-Masry ging El Baily voor het eerst in Europa aan de slag.
Begin 2008 tekende hij een contract voor 2,5 seizoenen bij de Belgische tweedeklasser K. Lierse SK. Maar door problemen met zijn visum omtrent zijn legerdienst moest El Baily wachten tot augustus alvorens hij zijn eerste officiële optreden in België kon afwerken. Tot nu toe is zijn verblijf in Europa nog geen succes. De middenvelder sukkelde van de éne in de andere blessure waardoor hij nog niet veel aan spelen toe kwam. Na zijn tweede seizoen bij Lierse besloot de clubleiding het contract van de Egyptenaar niet te verlengen en hem transfervrij te laten gaan.

## Statistieken
| Seizoen                                              | Club         | Competitie  | Wedstrijden | Doelpunten |
| ---------------------------------------------------- | ------------ | ----------- | ----------- | ---------- |
| 2008/09                                              | K. Lierse SK | Exqi League | 19          | 1          |
| 2009/10                                              | K. Lierse SK | Exqi League | 0           | 0          |
| Totaal                                               | Totaal       | Totaal      | 19          | 1          |
| Tabel voor het laatst bijgewerkt op 10 januari 2010. |              |             |             |            |